# José Luis Macías Sampedro
José Luís Macías Sampedro (Andújar, Jaén, 1929) es un dibuixant, il·lustrador, director artístic i guionista de còmic. Algunes de les seves obres mes destacades són Áyax el Griego i Davi Roy. Va treballar per Editorial Valenciana, Ediciones Jovi i Editorial Bruguera entre d'altres.

## Biografia
José Luís Macías Sampedro, nasqué el 1929 a Andújar, Andalusia. Als anys quaranta va anar a viure a València, on va estudiar a la Reial Acadèmia de Belles Arts de Sant Carles, però ben aviat es va posar a treballar per guanyar-se la vida. La qualitat del seu dibuix el va permetre d'entrar a treballar a l'editorial Valenciana, fent il·lustracions per les portades i pàgines de còmic per les revistes, novel·les i còmics de l'editorial.
El 1950 va fer la seva primera sèrie de còmic, titulada Gary Cooper, per Ediciones Jovi. N'aparegueren set números fins que el 1951 va haver d'anar a fer el servei militar i es va veure obligat a deixar de dibuixar-la.
El 1953, quan tenia vint-i-quatre anys, va il·lustrar les portades de la col·lecció de novel·les de ciència-ficció Los Luchadores del Espacio. D'altres col·leccions de novel·les per les quals va dibuixar portades foren la col·lecció Comandos (1951), Policía Montada (1958) i Western (1961). Per l'editorial Bruguera va fer diverses portades de la primera època de revista  Can-Can.
El ritme que li exigia la producció de pàgines de còmic, no encaixava en la seva forma de treballar, molt més lenta i buscant la perfecció del dibuix i l'acabat dels paisatges i dels personatges. Progressivament va deixar de fer pagines de còmic per dedicar-se quasi exclusivament a la il·lustració, on podia fer un dibuix molt mes acurat i mes adient amb la seva manera de treballar.
Per poder fer un còmic de més qualitat en la documentació, i els acabats del dibuix, en consonància amb el còmic europeu, es va qassociar amb Juan Gonzalez Alacreu, Navarro Costa, Alfredo Sanchis Cortés i Luis Coch. Varen fundar Ediciones Creo, una editorial que va editar únicament durant tres anys. Fer un producte de molta qualitat que no sempre és compatible amb la rendibilitat econòmica, i els dibuixants havien de treballar per a un molt exigent mercat exterior. Tots aquests factors van portar al tancament de l'editorial.
Per al mercat anglès va dibuixar còmic bèl·lic, i il·lustracions per publicacions infantils i juvenils. Quan va deixar el còmic es va dedicar a la il·lustració i la pintura.

## Obra i Personatges
Personatges
- Ayax el Griego: Ayax és un legionari grec, que viu les seves aventures a Egipte, terra dels faraons. D'altres personatges que acompanyen l'heroi són Zark, filla d'Acteón faraó d'Egipte, Sefren company d'Ayax, baixet, grassonet, amb barba i amb bon sentit de l'humor, Copto, un noi jovenet que sempre va acompanyat pel seu goril·la Kokó.

- Boro-Kay: És un noi que lluita contra la delinqüència, aquest jovenet d'aparença fràgil i tímida vesteix amb pantaló curt i un antifaç per amagar la seva identitat, que no és d'altre que la de Tommy Anderson, fill del cap de policia d'una ciutat molt gran dels Estats Units d'Amèrica.

Obra
| Títol                                 | Any  | Guionista                 | Format           | Editorial            | Continuïtat | Notes                      |
| ------------------------------------- | ---- | ------------------------- | ---------------- | -------------------- | ----------- | -------------------------- |
| Formidables Aventuras de El Temerario | 1947 | M Gago                    | Quadern vertical | Editorial Valenciana | Serial      | Al número 23               |
| Historietas de Cubilete               | 1949 | Sense dades               | Quadern vertical | Gong                 | Revista     | Al número 1                |
| Boro-Kay                              | 1956 | Sense dades               | Quadern apaïsat  | Ediciones Cartoso    | Serial      | Del número 1 al 8 (últim)  |
| Ayax el griego                        | 1960 | J. Tortajada              | Quadern apaïsat  | Editorial Creo       | Serial      | Del número 1 al 20 (últim) |
| Davy-Roy                              | 1959 | Federico Amorós, Y. Larza | Quadern apaïsat  | Editorial Creo       | Serial      | Del número 1 al 26         |